# Bochum-Mitte
Bochum-Mitte ist einer von sechs Stadtbezirken von Bochum. Der Stadtbezirk umfasst die Stadtteile Innenstadt, Altenbochum, Grumme, Hamme, Hofstede, Hordel und Riemke. Außerdem gehört zum Bezirk Mitte das Ehrenfeld, welches zum Stadtteil Wiemelhausen/Brenschede gehört, der ansonsten dem Stadtbezirk Bochum-Süd zugeordnet ist.
Im Jahr 2021 hatte der Stadtbezirk 103.918 Einwohner auf einer Fläche von 32,60 km². Damit ist Bochum-Mitte der größte Bezirk Bochums. Die Fläche beinhaltet insgesamt 87 Hektar Waldfläche und 34,5 Hektar Wasserfläche.
Der Stadtbezirk Bochum-Mitte ist durch die Bundesautobahnen A40 und A43 sowie durch die A448 erreichbar. Im Stadtbezirk befindet sich auch der Bochumer Hauptbahnhof.
Die Liste der Baudenkmäler im Stadtbezirk Bochum-Mitte beinhaltet 466 Objekte.

## Politik
Bezirksbürgermeisterin ist Gabriele Spork (SPD). Stellvertretende Bezirksbürgermeister/-in sind David Schary (CDU) und Anna DiBari (Die Grünen).
| Bezirksvertretungswahl Bochum-Mitte 2020Wahlbeteiligung: 49,0 % 403020100 30,5 %27,9 %17,3 %8,9 %5,1 %3,2 %2,9 %2,1 %1,3 %0,6 %0,3 %keine % SPDGrüneCDULinkeAfDPARTEIFDPSTGUWGSOZIALNPDSonst.Gewinne und Verlusteim Vergleich zu 2014 %p 12 10 8 6 4 2 0 −2 −4 −6 −8−6,8 %p+11,6 %p−7,0 %p+1,1 %p+1,7 %p+3,2 %p+0,3 %p+0,7 %p+1,3 %p−0,4 %p−0,8 %p−2,9 %pSPDGrüneCDULinkeAfDPARTEIFDPSTGUWGSOZIALNPDSonst. | Sitzverteilung in der Bezirksvertretung Bochum-Mitte seit 2020Insgesamt 19 Sitze - Linke: 2 - PARTEI: 1 - SPD: 6 - Grüne: 5 - CDU: 3 - FDP: 1 - AfD: 1 |